# Gørlev
Gørlev é um município da Dinamarca, localizado na região este, no condado de Vestsjaelland.
O município tem uma área de 92,06 km² e uma população de 6 497 habitantes, segundo o censo de 2004.